# Rheinwald (kommun)
Rheinwald är en  kommun i regionen Viamala i kantonen Graubünden, Schweiz. Kommunen har 576 invånare (2023).
Kommunen bildades den 1 januari 2019 genom en sammanslagning av kommunerna Splügen, Nufenen och Hinterrhein. I kommunen finns också orten Medels im Rheinwald. Den omfattar större delen av landskapet Rheinwald.